# Заміокулькас
Заміоку́лькас (Zamioculcas) — рід рослин із родини кліщинцевих, який у сучасній ботаніці розглядають як монотипний. Єдиним його представником є заміоку́лькас замієли́стий (Zamioculcas zamiifolia) —багаторічна рослина з бульбоподібним кореневищем, темно-зеленим пірчастим листям та непоказними квітками, зібраними у початок. Вид поширений у Східній Африці. Належить до лікарських і декоративних культур.

## Таксономія
Перший науковий опис заміокулькаса замієлистого здійснив у 1828 році англійський ботанік і колекціонер рослин Конрад Лоддіджз. Науковець відніс рослину до роду каладіум під назвою кала́діум замієли́стий (Caladium zamiifolium). Однак 1856 року австрійський ботанік Генріх Вільгельм Шотт переглянув систематичне положення означеного виду і виділив його в окремий рід заміокулькас під назвою заміоку́лькас Ло́ддіджеза (Zamioculcas loddigesii). У 1908 році Адольф Енглер дав цій рослині сучасну наукову назву.
Слід зазначити, що окрім єдиного на цей час виду до роду заміокулькас відносили й інші рослини. Так, у 1870 році Жозеф Декен описав заміокулькас Буавена (Zamioculcas boivinii), який пізніше той же Адольф Енглер перевизначив як гонотопус Буавена (Gonatopus boivinii). 1829 року німецький ботанік Густав Альберт Петер описав заміоку́лькас ланцетоподі́бний (Zamioculcas lanceolata), втім, у сучасній систематиці самостійність цього таксону не визнано. Згідно сайту The Plant List, до роду належить один вид — заміокулькас замієлистий, а інші назви слід вважати її синонімами.

## Етимологія
Вже у першій науковій назві цієї рослини відображена її характерна особливість — листя, формою схоже на листя замії (звідси й «замієлистий»). У другій науковій назві родова частина вказувала одночасно на замію і колоказію, чия латинська назва Colocasia походила від давньої арабської назви «qolqas», переінакшеної на «colcas» — «колкас» або «culcas» — «кулькас». Видова частина назви була згадкою про першовідкривача виду.

## Опис
Заміокулькас замієлистий — трав'яниста рослина, яку відносять до групи вічнозелених. Втім, при настанні посухи він може скидати листя, яке відновлює за сприятливих умов. Усі частини заміокулькаса отруйні для людини і свійських тварин.
Підземні органи представлені кореневищем, що має вигляд округлої бульби, з верхівки якої відходить пучка відносно товстих і коротких коренів. Бульба і корінці мають колір від білого до блідо-коричневого. Вони містять не тільки запас поживних речовин, але і воду, яка необхідна рослині для того, щоб пережити посуху.
Листки зібрані в розетку, тобто виходять безпосередньо з кореневища. Листкові черешки заввишки 45—60 см (зрідка до 1 м), прямостоячі, грубі, дуже соковиті, при основі ледь потовщені, блідо-зеленого кольору (при основі білі), інколи зі слабким пурпуровим напиленням, яке може бути рівномірним або поперечно-смугастим. Листки складні, непарно-пірчасті, залежно від віку і розміру можуть складатися з 6—12 пар листочків завдовжки 7—15 см. Листочки овальні, з гострим кінцем і добре вираженою на споді центральною жилкою, щільні, гладенькі, від насичено-зеленого до темно-зеленого кольору, зверху блискучі, зісподу тьмяні. Відносно до горизонтальної площини черешка листочки трохи підняті. Серед культиварів відомі й інші кольорові форми: з листям майже чорним, жовто- чи біло-строкатим.
Квітконоси нечисленні (1—2 штуки), виходять із бульби. Вони такі само товсті, як і черешки листків, але значно коротші і пониклі. Суцвіття — початок завдовжки 5—7 см, складений з багатьох дрібних квіток білого, рожевого або кремового кольору. Покривало суцвіття зеленкувато-білого кольору. У фазі бутонізації воно охоплює суцвіття гострим конусом, на початку цвітіння оточує початок на кшталт вушка, наприкінці цвітіння відгинається і поникає. Початок при відцвітанні буріє. Квітки одностатеві, дуже дрібні, з чотирма призматичними пелюстками. Тичинкові квітки мають по чотири тичинки, коротші за пелюстки, з вільними, довгими тонкими тичинковими нитками. Маточкові квітки містять яйцеподібну маточку з двогніздою зав'яззю. Плід — одно- або двонасінна ягода.

### Хімічний склад
Достеменно хімічний склад тканин заміокулькаса не досліджений, але ряд дослідів показали, що він містить ацетильований C-глікозілфлавон апігенін.

## Поширення та екологія

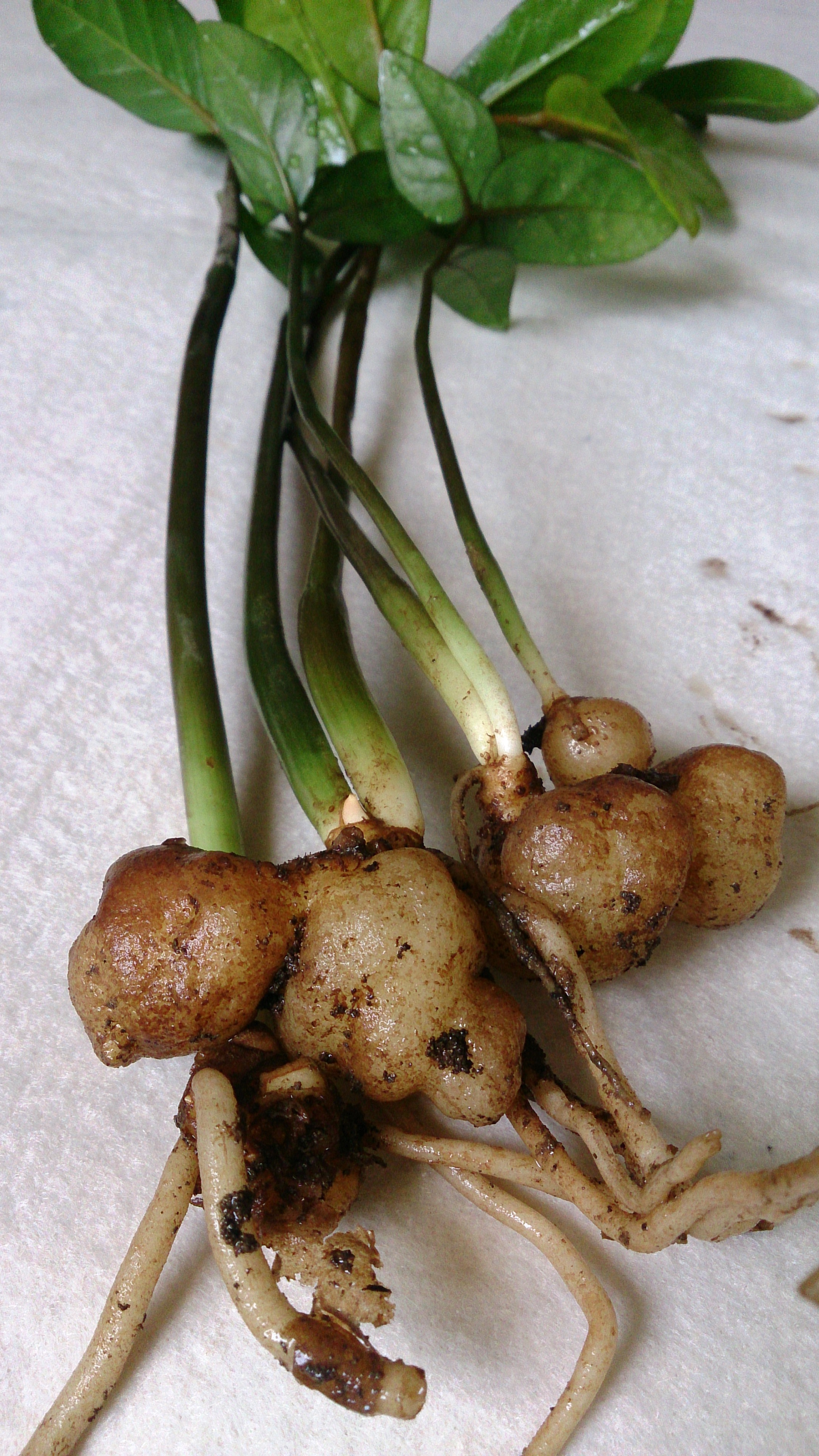
Бульби молодих саджанців заміокулькаса.

Заміокулькас поширений у Східній Африці — від півдня Кенії до Квазулу-Наталя (північно-східної провінції Південно-Африканської Республіки). Весь ареал цієї рослини лежить у тропічному поясі.
З огляду на природні умови цього виду оптимальною температурою для росту заміокулькаса є +18—26 °C, хоча короткотривале пониження температури до +15 °C він переносить добре. Ця рослина дуже світлолюбна, але віддає перевагу непрямому освітленню. За достатньої кількості розсіяного світла вона швидко росте і утворює яскраво-зелені листки, за браком світла її ріст уповільнюється і рослина утворює листки темно-зеленого кольору. Заміокулькас помірно вологолюбний: надмір вологи викликає в нього гниття бульб і коренів, натомість нетривалу посуху ця рослина переносить дуже добре, хоча і може втрачати декоративність. Скидання листя (часткова листопадність) носить в нього запрограмований характер. При цьому з листка до кореневища відтікає майже увесь сік і на висоті 10—15 см від основи черешка формується зона крихкості, в якій черешок ламається; відмерлий залишок черешка зберігається протягом декількох років. До незначної вологості повітря цей вид толерантний, але добре реагує на обприскування. До хімічного складу ґрунтів невимогливий, втім, віддає перевагу рихлим, вологоємним і повітропроникним. У культурі цій рослині притаманна висока енергія росту підземних органів, інколи розросла бульба може навіть зруйнувати горщик, в якому знаходиться, тому для вирощування замікулькасів радять користуватися невисокими, але широкими посудинами.
Заміокулькас розмножується вегетативно і насінням. Вегетативне розмноження застосовують переважно у культурі, вдаючись до двох способів: поділу бульб і живцювання листків. У разі поділу бульб, успіх розмноження залежить від правильності розрізу посадкового матеріалу: найкраще проростають частки бульб, що мають вже сформовані бруньки відновлення, частки без бруньок майже не дають паростків. З огляду на це, поділ бульб застосовують рідше, ніж живцювання. Другий спосіб значно простіший, для успішного укорінення живців достатньо посадити зрізані листки у дрібнозерний перліт, вермикуліт або воду. У природі переважає насіннєве розмноження, у культурі ж, навпаки, його майже не застосовують, оскільки в штучних умовах заміокулькас квітне нечасто, а зав'язує насіння ще рідше.
За спостереженнями у культурі заміокулькаси можуть уражати фізіологічні, інфекційні хвороби та шкідники. З фізіологічних порушень часто трапляється витягування листків, при якому кількість листочків залишається малою. Такого вигляду рослини набувають за нестачі світла, особливо якщо вона припадає на час інтенсивного росту. З інфекційних хвороб поширена коренева гниль, показниками якої є не тільки гниття бульб, а й пожовтіння та опадання листків. Кореневу гниль спричинює надмір вологи у ґрунті, особливо в поєднанні зі слабкою освітленістю. З-поміж шкідників на заміокулькасі можуть паразитувати павутинні кліщі, попелиці, щитівки.

## Значення
Народна медицина Малаві широко використовує заміокулькас, зокрема таке застосування описане у місцевих жителів Муланьє. В Танзанії горці, що мешкають в Узамбарських горах, соком з листя заміокулькаса лікують біль у вусі, а припарками з товченої рослини борються із запальним станом, відомим під назвою «мшипа». На північному заході країни плем'я сукума прикладає коріння заміокулькаса до виразок на тілі. Втім, досвід місцевих жителів не досліджений науковцями і не вплинув на медицину розвинутих країн.
В Європі заміокулькас довгий час залишався відомим лише вузьким колам спеціалістів. У 1996 році голландські квітникарі почали повсюдно вводити цю культуру у виробництво, одночасно поширюючи її серед любителів кімнатних рослин. Рослина швидко набула розголосу завдяки соковитій зелені, невибагливості, зручному габітусу. В Україні вона стала загальновідомою у XXI столітті і тепер належить до вельми поширених декоративних рослин. У практиці озеленення заміокулькас використовують здебільшого для прикрашання приміщень. Нещодавні дослідження показали, що він дуже добре очищує повітря у кімнаті від парів бензену, толуену, етилбензену і ксиленів.